# Răscoala de pe Bounty
Răscoala de pe Bounty este un roman de Charles Nordhoff și James Norman Hall despre revolta matrozilor de pe nava Bounty. Există o trilogie cu același nume „Trilogia Bounty” scrisă de Charles Nordhoff și James Norman Hall. Prezentarea căpitanului „William Bligh” ca un om brutal este pe placul cititorilor, dar nu corespunde realității. Răscoala de fapt a fost stârnită de un matroz care dorea să se reîntoarcă pe insula femeilor frumoase din Tahiti. 

## Ecranizări
Abia în anul 1984 Roger Donaldson și Dino De Laurentiis s-au străduit o prezentare ceva mai aproape de realitate, cu privire la escaladarea situației încordate de pe bordul navei, ca și construcția navei este mai aproape de original. În total 5 filme prezintă evenimentele întâmplate fără a mai socoti filmul mut din 1916 care s-a pierdut.
- Mutiny on the Bounty (1916) – cu Wilton Power, George Cross.
- In the Wake of the Bounty (1933) – cu Errol Flynn, Mayne Lynton. Regie: Charles Chauvel.
- Revolta de pe Bounty (1935) - cu Clark Gable, Charles Laughton, Franchot Tone. Regie: Frank Lloyd.
- Răscoala de pe Bounty (1962) – cu Marlon Brando, Trevor Howard. Regie: Lewis Milestone.
- Bounty (1984) - cu Mel Gibson, Anthony Hopkins, Laurence Olivier, Liam Neeson. Regie: Roger Donaldson.

Pe lângă aceste filme a mai fost și un serial de televiziune 1989 cu titlul Insula Răscoalei (Regie Francois Leterrier), filmul caută paralel cu celelate filme de a găsi răspunsul la cauzele revoltei și ce probleme sociologice au apărut în acel timp.